# Спермезеу (Бистрица-Насауд)
Спермезеу (рум. Spermezeu) насеље је у Румунији у округу Бистрица-Насауд у општини Спермезеу. Oпштина се налази на надморској висини од 336 m.

## Становништво
Према подацима из 2002. године у насељу је живело 2605 становника, од којих су сви румунске националности.

### Хронологија
| Година       | 1992 | 1993 | 1994 | 1995 | 1996 | 1997 | 1998 | 1999 | 2000 | 2001 | 2002 | 2003 | 2004 | 2005 | 2006 | 2007 | 2008 | 2009 | 2010 | 2011 | 2012 | 2013 | 2014 | 2015 | 2016 | 2017 |
| ------------ | ---- | ---- | ---- | ---- | ---- | ---- | ---- | ---- | ---- | ---- | ---- | ---- | ---- | ---- | ---- | ---- | ---- | ---- | ---- | ---- | ---- | ---- | ---- | ---- | ---- | ---- |
| Становништво | 4509 | 4409 | 4390 | 4385 | 4356 | 4325 | 4259 | 4224 | 4201 | 4184 | 4174 | 4166 | 4148 | 4113 | 4072 | 4062 | 4052 | 4012 | 3980 | 3919 | 3876 | 3840 | 3832 | 3788 | 3763 | 3720 |